# Nino Vaccarella
Nino Vaccarella (* 4. März 1933 in Palermo; † 23. September 2021 ebenda) war ein italienischer Sportwagen- und Formel-1-Fahrer.

## Karriere

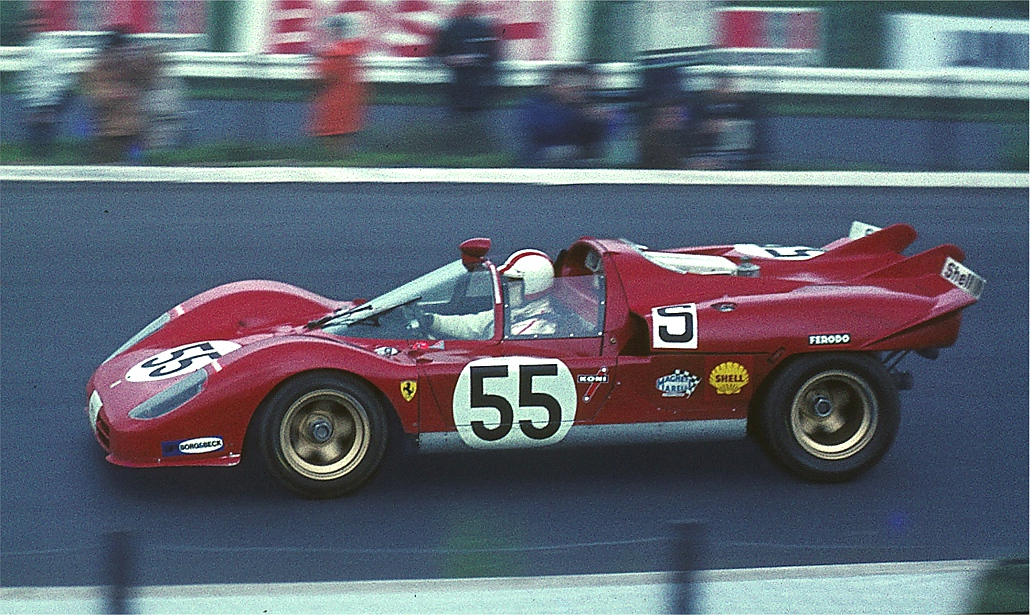
Nino Vaccarella im Ferrari 512 S 1970 auf dem Nürburgring

### Sportwagen
Im Hauptberuf war Vaccarella Lehrer und Schulleiter, daher auch sein Spitzname preside volante (italienisch für „fliegender Schuldirektor“). Seine Rennfahrerkarriere begann 1957, und 1958 debütierte er international bei der Targa Florio, die er 1965 mit Lorenzo Bandini auf Ferrari 275P2, 1971 mit Toine Hezemans auf Alfa Romeo T33/3 und 1975 mit Arturo Merzario ebenfalls auf Alfa Romeo gewann. Des Weiteren siegte er 1964 auf Ferrari 275P zusammen mit Jean Guichet bei den 24 Stunden von Le Mans und mit Ludovico Scarfiotti bei den 1000-km-Rennen auf dem Nürburgring sowie 1970 mit Ignazio Giunti/Mario Andretti bei den 12 Stunden von Sebring auf Ferrari 512 S. Beim 1000-km-Rennen auf dem Nürburgring belegte er 1970 zusammen mit John Surtees im 512 S den dritten Platz.

### Automobil-Weltmeisterschaft
In der Automobil-Weltmeisterschaft startete Vaccarella in der Zeit von 1961 bis 1965 viermal (fünfmal war er gemeldet), und zwar auf De Tomaso, Lotus, Porsche und Ferrari, allerdings ohne Platzierung in den Punkterängen.
Er starb im September 2021.

## Statistik

### Statistik in der Automobil-Weltmeisterschaft
Diese Statistik umfasst alle Teilnahmen des Fahrers an der Automobil-Weltmeisterschaft, die heutzutage als Formel-1-Weltmeisterschaft bezeichnet wird.

#### Gesamtübersicht
| Saison | Team                              | Chassis      | Motor             | Rennen | Siege | Zweiter | Dritter | Poles | schn. Rennrunden | Punkte | WM-Pos. |
| ------ | --------------------------------- | ------------ | ----------------- | ------ | ----- | ------- | ------- | ----- | ---------------- | ------ | ------- |
| 1961   | Scuderia Serenissima              | De Tomaso F1 | Alfa Romeo 1.5 L4 | 1      | –     | –       | –       | –     | –                | –      | NC      |
| 1962   | Scuderia SSS Republica di Venezia | Porsche 718  | Porsche 1.5 F4    | 1      | –     | –       | –       | –     | –                | –      | NC      |
| 1962   | Scuderia SSS Republica di Venezia | Lotus 24     | Climax 1.5 L4     | 1      | –     | –       | –       | –     | –                | –      | NC      |
| 1965   | Scuderia Ferrari                  | Ferrari 158  | Ferrari 1.5 V8    | 1      | –     | –       | –       | –     | –                | –      | NC      |
| Gesamt | Gesamt                            | Gesamt       | Gesamt            | 4      | –     | –       | –       | –     | –                | –      |         |

#### Einzelergebnisse
| Saison | 1   | 2 | 3 | 4 | 5  | 6   | 7  | 8 | 9 | 10 |
| ------ | --- | - | - | - | -- | --- | -- | - | - | -- |
| 1961   |     |   |   |   |    |     |    |   |   |    |
|        |     |   |   |   |    | DNF |    |   |   |    |
| 1962   |     |   |   |   |    |     |    |   |   |    |
|        | DNQ |   |   |   | 15 | 9   |    |   |   |    |
| 1965   |     |   |   |   |    |     |    |   |   |    |
|        |     |   |   |   |    |     | 12 |   |   |    |

| Legende  | Legende            | Legende                                                          |
| Farbe    | Abkürzung          | Bedeutung                                                        |
| -------- | ------------------ | ---------------------------------------------------------------- |
| Gold     | –                  | Sieg                                                             |
| Silber   | –                  | 2. Platz                                                         |
| Bronze   | –                  | 3. Platz                                                         |
| Grün     | –                  | Platzierung in den Punkten                                       |
| Blau     | –                  | Klassifiziert außerhalb der Punkteränge                          |
| Violett  | DNF                | Rennen nicht beendet (did not finish)                            |
| Violett  | NC                 | nicht klassifiziert (not classified)                             |
| Rot      | DNQ                | nicht qualifiziert (did not qualify)                             |
| Rot      | DNPQ               | in Vorqualifikation gescheitert (did not pre-qualify)            |
| Schwarz  | DSQ                | disqualifiziert (disqualified)                                   |
| Weiß     | DNS                | nicht am Start (did not start)                                   |
| Weiß     | WD                 | zurückgezogen (withdrawn)                                        |
| Hellblau | PO                 | nur am Training teilgenommen (practiced only)                    |
| Hellblau | TD                 | Freitags-Testfahrer (test driver)                                |
| ohne     | DNP                | nicht am Training teilgenommen (did not practice)                |
| ohne     | INJ                | verletzt oder krank (injured)                                    |
| ohne     | EX                 | ausgeschlossen (excluded)                                        |
| ohne     | DNA                | nicht erschienen (did not arrive)                                |
| ohne     | C                  | Rennen abgesagt (cancelled)                                      |
| ohne     | keine WM-Teilnahme |                                                                  |
| sonstige | P/fett             | Pole-Position                                                    |
| sonstige | 1/2/3/4/5/6/7/8    | Punktplatzierung im Sprint-/Qualifikationsrennen                 |
| sonstige | SR/kursiv          | Schnellste Rennrunde                                             |
| sonstige | *                  | nicht im Ziel, aufgrund der zurückgelegten Distanz aber gewertet |
| sonstige | ()                 | Streichresultate                                                 |
| sonstige | unterstrichen      | Führender in der Gesamtwertung                                   |

### Le-Mans-Ergebnisse
| Jahr | Team                               | Fahrzeug          | Teamkollege         | Platzierung            | Ausfallgrund         |
| ---- | ---------------------------------- | ----------------- | ------------------- | ---------------------- | -------------------- |
| 1961 | Scuderia Serenissima               | Maserati Tipo 63  | Ludovico Scarfiotti | Ausfall                | überhitzter Zylinder |
| 1962 | Scuderia SSS Repubblica di Venezia | Ferrari 250 GTO   | Giorgio Scarlatti   | Ausfall                | Motorschaden         |
| 1964 | SpA Ferrari SEFAC                  | Ferrari 275P      | Jean Guichet        | Gesamtsieg             |                      |
| 1965 | North American Racing Team         | Ferrari 365P2     | Pedro Rodríguez     | Rang 7 und Klassensieg |                      |
| 1966 | Scuderia San Marco                 | Ferrari Dino 206S | Mario Casoni        | Ausfall                | Leck im Wassertank   |
| 1967 | SpA Ferrari SEFAC                  | Ferrari 330P3     | Chris Amon          | Ausfall                | Feuer                |
| 1968 | Autodelta SpA                      | Alfa Romeo TT33/2 | Giancarlo Baghetti  | Ausfall                | Benzinpumpe          |
| 1969 | Equipe Matra Elf                   | Matra-Simca MS650 | Jean Guichet        | Rang 5                 |                      |
| 1970 | SpA Ferrari SEFAC                  | Ferrari 512S      | Ignazio Giunti      | Ausfall                | Motorschaden         |
| 1971 | Escuderia Montjuich                | Ferrari 512M      | José Juncadella     | Ausfall                | Getriebeschaden      |
| 1972 | Autodelta SpA                      | Alfa Romeo TT33/3 | Andrea de Adamich   | Rang 4                 |                      |

### Sebring-Ergebnisse
| Jahr | Team                              | Fahrzeug            | Teamkollege         | Teamkollege     | Platzierung            | Ausfallgrund    |
| ---- | --------------------------------- | ------------------- | ------------------- | --------------- | ---------------------- | --------------- |
| 1962 | Scuderia SSS Republica di Venezia | Maserati Tipo 64    | Carlo-Maria Abate   |                 | Ausfall                | Schaltgestänge  |
| 1963 | SEFAC Ferrari                     | Ferrari 250P        | Lorenzo Bandini     | Willy Mairesse  | Rang 2                 |                 |
| 1964 | SEFAC Ferrari                     | Ferrari 275P        | Ludovico Scarfiotti |                 | Rang 2                 |                 |
| 1967 | Brescia Corse Team                | Ford GT40           | Umberto Maglioli    |                 | Rang 5 und Klassensieg |                 |
| 1969 | Autodelta S.P.A.                  | Alfa Romeo T33/3    | Lucien Bianchi      |                 | Ausfall                | Motor überhitzt |
| 1970 | Ferrari S.P.A. SEFAC              | Ferrari 512S        | Mario Andretti      | Ignazio Giunti  | Gesamtsieg             |                 |
| 1971 | Autodelta S.p.a.                  | Alfa Romeo T33/3    | Andrea de Adamich   | Henri Pescarolo | Rang 3                 |                 |
| 1972 | Autodelta S.p.a.                  | Alfa Romeo T33/TT/3 | Toine Hezemans      |                 | Rang 3                 |                 |

### Einzelergebnisse in der Sportwagen-Weltmeisterschaft
| Saison | Team                                                              | Rennwagen                                                                     | 1   | 2   | 3   | 4   | 5   | 6   | 7   | 8   | 9   | 10  | 11  | 12  | 13  | 14  | 15  | 16  | 17  | 18  | 19  | 20  | 21  | 22  |
| ------ | ----------------------------------------------------------------- | ----------------------------------------------------------------------------- | --- | --- | --- | --- | --- | --- | --- | --- | --- | --- | --- | --- | --- | --- | --- | --- | --- | --- | --- | --- | --- | --- |
| 1958   |                                                                   | Lancia Aurelia                                                                | BUA | SEB | TAR | NÜR | LEM | RTT |     |     |     |     |     |     |     |     |     |     |     |     |     |     |     |     |
| 1958   |                                                                   | Lancia Aurelia                                                                | DNF |     |     |     |     |     |     |     |     |     |     |     |     |     |     |     |     |     |     |     |     |     |
| 1959   | Giuseppe Allotta                                                  | Maserati A6GCS                                                                | SEB | TAR | NÜR | LEM | RTT |     |     |     |     |     |     |     |     |     |     |     |     |     |     |     |     |     |
| 1959   | Giuseppe Allotta                                                  | Maserati A6GCS                                                                | 10  |     |     |     |     |     |     |     |     |     |     |     |     |     |     |     |     |     |     |     |     |     |
| 1960   | Camoradi Racing                                                   | Maserati Tipo 61                                                              | BUA | SEB | TAR | NÜR | LEM |     |     |     |     |     |     |     |     |     |     |     |     |     |     |     |     |     |
| 1960   | Camoradi Racing                                                   | Maserati Tipo 61                                                              | DNF |     |     |     |     |     |     |     |     |     |     |     |     |     |     |     |     |     |     |     |     |     |
| 1961   | Scuderia Serenissima                                              | Maserati Tipo 63                                                              | SEB | TAR | NÜR | LEM | PES |     |     |     |     |     |     |     |     |     |     |     |     |     |     |     |     |     |
| 1961   | Scuderia Serenissima                                              | Maserati Tipo 63                                                              |     | 4   | 23  | DNF | DNF |     |     |     |     |     |     |     |     |     |     |     |     |     |     |     |     |     |
| 1962   | Scuderia Serenissima                                              | Maserati Tipo 64 Porsche 718 GTR Ferrari 250TRI Ferrari 250 GTO Ferrari 250TR | DAY | SEB | SEB | MAI | TAR | BER | NÜR | LEM | TAV | CCA | RTT | NÜR | BRI | BRI | PAR |     |     |     |     |     |     |     |
| 1962   | Scuderia Serenissima                                              | Maserati Tipo 64 Porsche 718 GTR Ferrari 250TRI Ferrari 250 GTO Ferrari 250TR |     |     | DNF |     | 3   |     | DNF | DNF | 11  |     |     |     |     |     | DNF |     |     |     |     |     |     |     |
| 1963   | Scuderia Ferrari                                                  | Ferrari 250P                                                                  | DAY | SEB | SEB | TAR | SPA | MAI | NÜR | CON | ROS | LEM | MON | WIS | TAV | FRE | CCE | RTT | OVI | NÜR | MON | MON | TDF | BRI |
| 1963   | Scuderia Ferrari                                                  | Ferrari 250P                                                                  | 2   |     |     |     |     |     |     |     |     |     |     |     |     |     |     |     |     |     |     |     |     |     |
| 1964   | Scuderia Ferrari NART Abarth Scuderia Filipinetti                 | Ferrari 275P Ferrari 250 GTO Abarth-Simca 2000 GT Ferrari 250LM               | DAY | SEB | TAR | MON | SPA | CON | NÜR | ROS | LEM | REI | FRE | CCE | RTT | SIM | NÜR | MON | TDF | BRI | BRI | PAR |     |     |
| 1964   | Scuderia Ferrari NART Abarth Scuderia Filipinetti                 | Ferrari 275P Ferrari 250 GTO Abarth-Simca 2000 GT Ferrari 250LM               |     | 2   |     |     |     |     | 1   |     | 1   | 11  |     |     |     |     |     | DNF |     |     |     | DNF |     |     |
| 1965   | Scuderia Ferrari NART                                             | Ferrari 330P2 Ferrari 275P2 Ferrari Dino 166P Ferrari 365P2 Ferrari 250LM     | DAY | SEB | BOL | MON | MON | RTT | TAR | SPA | NÜR | MUG | ROS | LEM | REI | BOZ | FRE | CCE | OVI | NÜR | BRI | BRI |     |     |
| 1965   | Scuderia Ferrari NART                                             | Ferrari 330P2 Ferrari 275P2 Ferrari Dino 166P Ferrari 365P2 Ferrari 250LM     |     |     |     |     | DNF |     | 1   |     | 4   |     |     | 7   |     |     |     | DNF |     |     |     |     |     |     |
| 1966   | Scuderia St. Ambroeus Scuderia Ferrari Porsche Scuderia San Marco | Ferrari 250LM Ferrari 330P3 Porsche 906 Ferrari Dino 206S                     | DAY | SEB | MON | TAR | SPA | NÜR | LEM | MUG | CCE | HOK | SIM | NÜR | ZEL |     |     |     |     |     |     |     |     |     |
| 1966   | Scuderia St. Ambroeus Scuderia Ferrari Porsche Scuderia San Marco | Ferrari 250LM Ferrari 330P3 Porsche 906 Ferrari Dino 206S                     |     |     | DNF | DNF |     | DNF | DNF |     | DNF |     |     |     |     |     |     |     |     |     |     |     |     |     |
| 1967   | Brescia Corse Scuderia Filipinetti Scuderia Ferrari               | Ford GT40 Ferrari 412P Ferrari 330P4 Ferrari 330P3                            | DAY | SEB | MON | SPA | TAR | NÜR | LEM | HOK | MUG | BRH | CCE | ZEL | OVI | NÜR |     |     |     |     |     |     |     |     |
| 1967   | Brescia Corse Scuderia Filipinetti Scuderia Ferrari               | Ford GT40 Ferrari 412P Ferrari 330P4 Ferrari 330P3                            |     | 5   | 4   |     | DNF |     | DNF |     |     |     | 1   | 3   |     |     |     |     |     |     |     |     |     |     |
| 1968   | Autodelta Alfa Romeo Deutschland                                  | Alfa Romeo T33                                                                | DAY | SEB | BRH | MON | TAR | NÜR | SPA | WAT | ZEL | LEM |     |     |     |     |     |     |     |     |     |     |     |     |
| 1968   | Autodelta Alfa Romeo Deutschland                                  | Alfa Romeo T33                                                                | 5   |     | 20  |     | DNF | 10  |     |     |     | DNF |     |     |     |     |     |     |     |     |     |     |     |     |
| 1969   | Autodelta Matra                                                   | Alfa Romeo T33 Matra MS650                                                    | DAY | SEB | BRH | MON | TAR | SPA | NÜR | LEM | WAT | ZEL |     |     |     |     |     |     |     |     |     |     |     |     |
| 1969   | Autodelta Matra                                                   | Alfa Romeo T33 Matra MS650                                                    |     | DNF |     |     | 39  |     | 15  | 5   |     | DNF |     |     |     |     |     |     |     |     |     |     |     |     |
| 1970   | Scuderia Ferrari                                                  | Ferrari 512                                                                   | DAY | SEB | BRH | MON | TAR | SPA | NÜR | LEM | WAT | ZEL |     |     |     |     |     |     |     |     |     |     |     |     |
| 1970   | Scuderia Ferrari                                                  | Ferrari 512                                                                   | DNF | 1   |     | 2   | 3   | 4   | 3   | DNF |     |     |     |     |     |     |     |     |     |     |     |     |     |     |
| 1971   | Autodelta Escuderia Montjuich                                     | Alfa Romeo T33 Ferrari 512                                                    | BUA | DAY | SEB | BRH | MON | SPA | TAR | NÜR | LEM | ZEL | WAT |     |     |     |     |     |     |     |     |     |     |     |
| 1971   | Autodelta Escuderia Montjuich                                     | Alfa Romeo T33 Ferrari 512                                                    |     |     | 3   |     | 5   |     | 1   | 5   | DNF | 2   |     |     |     |     |     |     |     |     |     |     |     |     |
| 1972   | Autodelta                                                         | Alfa Romeo T33                                                                | BUA | DAY | SEB | BRH | MON | SPA | TAR | NÜR | LEM | ZEL | WAT |     |     |     |     |     |     |     |     |     |     |     |
| 1972   | Autodelta                                                         | Alfa Romeo T33                                                                | 9   |     | 3   |     |     |     | DNF |     | 4   |     |     |     |     |     |     |     |     |     |     |     |     |     |
| 1973   | Scuderia Ferrari                                                  | Ferrari 312PB                                                                 | DAY | VAL | DIJ | MON | SPA | TAR | NÜR | LEM | ZEL | WAT |     |     |     |     |     |     |     |     |     |     |     |     |
| 1973   | Scuderia Ferrari                                                  | Ferrari 312PB                                                                 |     |     | DNF |     |     |     |     |     |     |     |     |     |     |     |     |     |     |     |     |     |     |     |